# Zenón de Somodevilla y Bengoechea

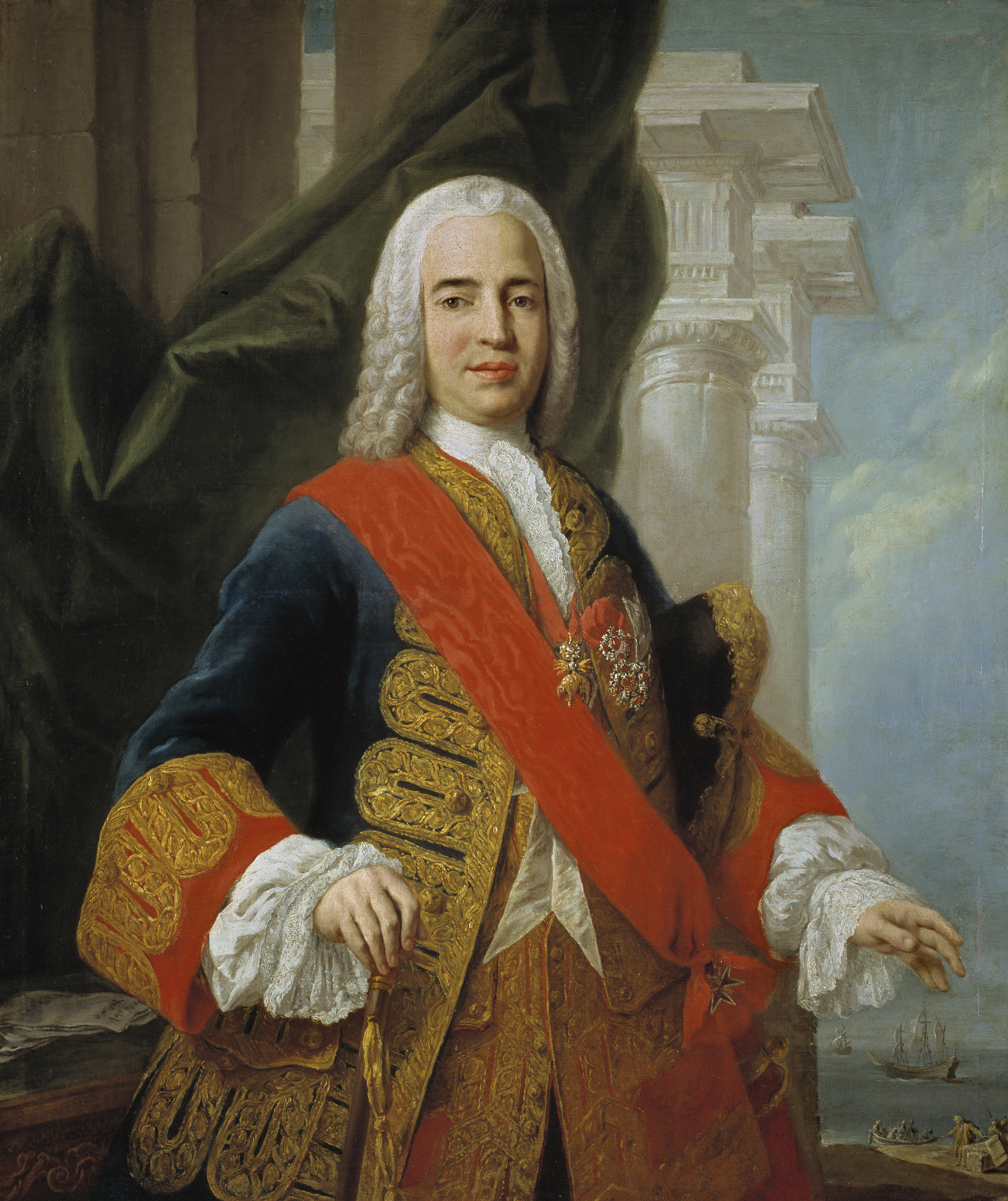
Jacopo Amigoni: Marquis de Ensenada, 1750

Zenón de Somodevilla y Bengoechea, Marqués de la Ensenada (* 2. Juni 1702 in Alesanco bei Logroño, Spanien; † 2. Dezember 1781 in Medina del Campo) war ein spanischer Staatsmann, der unter drei Königen von Spanien – Philipp V. (1700–1746), Ferdinand VI. (1713–1756) und Karl III. (1756–88) – eine durchgreifende, erfolgreiche Reformpolitik im Sinn des aufgeklärten Absolutismus verfolgte, die auf innenpolitische Festigung und militärische Stärke bei außenpolitisch weitgehender Neutralität abzielte.

## Leben und Werk

### Frühe Jahre
Über Ensenadas Herkunft und Lebensweg ist vor seinem Eintritt in die Marine im Jahr 1720 wenig bekannt; aus adeliger, aber verarmter Familie als Zenón (oder Cenón) de Somodevilla geboren, verdankte er seine Karriere dem Premierminister unter Philipp V., José Patiño, der ihn mit den Arbeiten am neuen Marinearsenal von El Ferrol beauftragte. Er nahm an der erfolgreichen Expedition gegen Oran teil und war mit der Durchführung der Expedition von 1736 befasst, die zum Erwerb des neapolitanischen Throns durch den Infanten Karl, den späteren König Karl III., führte, der ihm dafür zeitlebens verbunden blieb; für seine Verdienste erhielt er außerdem den Titel eines Marqués (Marquis, Markgraf). Der Titel bedeutet so viel wie „Markgraf der Buchten (oder Häfen)“.

### Minister 1743–1756
In der Folge war er mit mehreren diplomatische Missionen in Italien betraut und am Zweiten Familienpakt von 1743 beteiligt, der ein Bündnis mit Frankreich bedeutete. Noch im gleichen Jahr wurde er – im Alter von 41 Jahren und trotz seines Sträubens – zum Staatsminister ernannt. Als solcher beteiligte er Spanien am Österreichischen Erbfolgekrieg (1740–48). Er verantwortete nun in Personalunion das Kriegs-, Finanz-, Marine- und Überseeministerium – eine gewaltige Aufgabe. Für die Außenpolitik war weiterhin sein Ministerkollege José de Carvajal y Lancaster (1698–1754) zuständig, mit dem er sich in den Grundlagen der Politik einig wusste.
Als fähiger Administrator und Verwaltungsmann förderte er Landwirtschaft und Industrie, setzte öffentliche Arbeiten (Kanal- und Straßenbauten, oft mit ausländischen Ingenieuren) ins Werk, gründete Akademien, richtete Akademien, Kollegien und Observatorien ein, reformierte die Steuererhebung, erhob den seinerzeit modernsten Zensus (El Catastro de Ensenada, insgesamt 150 Bände), ließ Spanien kartieren, führte Provinzintendanten nach französischem Muster ein, setzte bessere Erziehungsmethoden durch und beseitigte Missstände im Zollsystem, die den inneren Handel Spaniens behinderten. Im Überseehandel leitete er erste Schritte einer Liberalisierung ein.
Für Spanien handelte er 1753 ein Konkordat mit Rom aus. Für Armee und Flotte erreichte er eine erhebliche Verbesserung und Erweiterung; dank seiner Aktivitäten zählte Spanien gegen Mitte des 18. Jahrhunderts wieder zu den stärksten Flottenmächten im Atlantik, Pazifik und im Mittelmeer.
Als Geheim- und Überraschungsmaßnahme geplant, ließ E. in einer konzertierten Aktion am 30. August 1749 sämtliche Zigeuner des Königreichs verhaften und in eigens eingerichtete Zuchthäuser sperren, bekannt als Gran Redada o Prisión General de Gitanos; bereits in den ersten Tagen wurden 9–12.000 Zigeuner festgesetzt, wobei alle über 7-jährigen Männer in Ketten gelegt und zu Zwangsarbeit verpflichtet, Frauen und Kinder dagegen in Gefängnisse gebracht und zu Fabrikarbeit gezwungen wurden. Erst 1763, sieben Jahre nach seinem Sturz, endeten diese Maßnahmen.

### Sturz und Verbannung
Ensenada verfolgte grundsätzlich einen frankreichfreundlichen Kurs, während er Großbritannien, dem Rivalen Spaniens in der Neuen Welt, skeptisch gegenüberstand. Sein Sturz und seine Verhaftung am 20. Juli 1754, exakt um Mitternacht, sowie seine milde Verbannung nach Granada, später in die Nähe von Cádiz, hing denn auch maßgeblich mit den Machenschaften des britischen Botschafters am Hof, Benjamin Keene, zusammen. Neben Keene waren sein Rivale am Hof, Fernando de Silva y Álvarez de Toledo, Herzog von Huéscar, und Ricardo Wall an der Intrige beteiligt. Hinzu kam sein Widerstand gegen die Pläne der Königin Maria Barbara de Bragança hinsichtlich eines Gebietstauschs mit Portugal in Südamerika.
Für die Ansicht, Ensenada sei über den „Widerstand der privilegierten Stände“ – gemeint sind wohl Hochadel und hoher Klerus –, gestürzt, gibt es wenig Anhaltspunkte, auch wenn diese Kreise ihm – vor allem bei seinen Steuerplänen – feindlich gegenüberstanden; Ensenada wurde vielmehr, vor allem nach dem Tod seines Ministerkollegen Carvajal (1754), das Opfer einer außenpolitischen Wende, gehörte er doch, wie jener, zum „partido atlantico-mundial“, der für den Erhalt der überseeischen Besitzungen gegen Großbritannien eintrat –  Ensenada unter der Prämisse eines „bewaffneten Friedens“, Carvajal mit den Mitteln der Diplomatie. Er wäre demnach das Opfer seiner Frankophilie geworden. Carvajals Nachfolger, der gebürtige Ire Ricardo Wall (1694–1777), opferte die Balancepolitik seiner Vorgänger der Anlehnung an Großbritannien. Ensenadas Ämterfülle wurde nach seinem Weggang unter mehreren Ressortministern aufgeteilt.

### Rehabilitation, neuerliche Entfernung vom Hof
Erst nach der Thronbesteigung Karls III. (1759–88) wurde er bei Hofe wieder empfangen (1760) und diente als Mitglied der Steuerreform-Kommission, wo er sich mit seinem Bemühen um einheitliche Besteuerungsgrundlagen die Opposition der (steuerfreien) hochadligen Ministerkollegen und des hohen Klerus zuzog, zu dem auch die großen, grundbesitzenden Orden zählten (Ritterorden von Calatrava, Santiago und Alcántara). Wegen seiner erneuten Bemühungen um ein höheres Amt und seines Eintretens für die Jesuiten fiel er 1766 erneut in Ungnade und führte in den fünfzehn Jahren bis zu seinem Tod im Jahr 1781 ein Leben als Privatmann in Medina del Campo, wo ihn die neuen Minister jedoch weiterhin in Amtsangelegenheiten um Rat fragten.
Über Ensenadas Privatleben ist wenig bekannt; er ging offenbar völlig in seinem Beruf auf und war weder verheiratet noch hinterließ er Erben.

## Bewertung
Ensenada galt als aktiver, intelligenter, energischer und verantwortungsbewusster Staatsmann, der sich selbst viel abverlangte. Er hielt einen strikten Tagesablauf ein, der früh morgens begann, bis in den späten Abend reichte und ihm ein großes Arbeitspensum ermöglichte; seine Detailkenntnisse, auch der bourbonischen Nebenlande, waren enorm. In den elf Jahren seiner nur durch den Monarchen eingeschränkten politischen Tätigkeit führte er Spanien innen- wie außenpolitisch aus dem Schatten Frankreichs und Großbritanniens.
Im persönlichen Umgang verbindlich und galant, konnte er sich stets auf eine große Zahl von einflussreichen persönlichen Freundschaften im In- und Ausland sowie bei Hof stützen, die seine Absichten nach Kräften förderten.
Frei von Korruption, erlag Ensenada dennoch bisweilen seinem Hang zu Pomp und Eigenliebe; seine Pläne waren bisweilen – gemessen an den Möglichkeiten des Landes – zu groß angelegt, Durchführung und Auswirkungen der tatsächlich realisierten Entwürfe aber waren durchaus von Erfolg gekrönt und kennzeichnen Ensenada als einen der großen Staatsmänner Spaniens.
Zusammen mit dem bei Hof sehr geschätzten Kastraten Farinelli organisierte Ensenada prachtvolle Hoffeste, die Madrid zu einer der kulturell attraktivsten Hauptstädte Europas machten.

## Anekdoten, Zitate
- Als Selfmademan entging Ensenada nicht dem Neid des Hofadels, wo man seinen Namen gedehnt als en si nada aussprach, als jemand, der in sich Nichts ist.

Zitate Ensenadas:
- „Ist es reich, so wird das Königreich von allen respektiert, ist es arm, von allen verachtet.“
- „In gut regierten Monarchien kümmert man sich vor allem um die Finanzen sowie darum, dass es allen Untertanen gut geht.“
- „Friede mit allen und Krieg gegen niemanden“
- „Die anderen Mächte sollen wissen, dass unser König gleichermaßen das Schwert ziehen oder sich die Schläfen mit dem Olivenzweig bekränzen kann“.